# Romain Pasquier
Pour les articles homonymes, voir Pasquier.
Romain Pasquier est directeur de recherche au CNRS au laboratoire Arènes (UMR 6051). Titulaire de la chaire "Territoires et mutations de l'action publique" (TMAP) de Sciences Po Rennes ; Conseiller scientifique à l'institut de la gouvernance publique et de la décentralisation (IGTD / Paris), Membre élu du comité exécutif de l'International Political Studies Association, Membre du conseil scientifique du GRALE (CNRS/Paris 1) ; Membre du conseil de rédaction des revues Pouvoirs Locaux et Politique européenne.

## Biographie
Diplômé de l'Institut d'études politiques de Rennes (1994), Romain Pasquier soutient une thèse de doctorat sur la capacité politique des régions en France et en Espagne à l'université de Rennes I pour laquelle il obtient plusieurs prix. Il est ensuite lauréat de la bourse Jean Monnet et devient chercheur "Jean Monnet fellow" au centre Robert-Schuman de l’Institut universitaire européen de Florence en 2000. Il est ensuite recruté au CNRS Centre national de la recherche scientifique. Ayant obtenu,en 2010, son habilitation à diriger des recherches au Centre d'études européennes de Sciences-Po à Paris, il devient ensuite directeur de recherche au CNRS.
Romain Pasquier est régulièrement invité dans des universités étrangères (Exeter, Aberystwyth, Montréal, Seville, Miami). Il est conseiller scientifique à l'Institut de la gouvernance publique et de la décentralisation (IGTD/Paris) et membre du conseil scientifique du Groupement de recherche sur l'administration locale en Europe (GRALE/CNRS). 
Il est également intervenant régulier dans les médias nationaux comme Le Monde, Le Figaro ou Libération ou régionaux comme spécialiste des questions touchant à la décentralisation ou comme analyste de la scène politique bretonne, ainsi qu'au Sénat.

## Recherche
Spécialiste de la gouvernance multi-niveaux en France et en Europe, Romain Pasquier a publié plus d’une dizaine d’ouvrages et une soixantaine d’articles dans des revues scientifiques à partir d’études de cas diverses, aussi bien sur la capacité politique des régions, les régionalismes, la mise en œuvre des politiques contractuelles entre l'Union européenne,  l’État et les autorités locales et régionales.
Il crée en 2015 la chaire « Territoires et mutations de l'action publique » (TMAP) à Sciences Po Rennes avec le soutien de la Région Bretagne et d'un ensemble de collectivités territoriales ainsi que de partenaires publics et privés. 
Il a obtenu pour ses travaux le prix « Bretagne jeune chercheur » en sciences humaines et sociale en 2005, le prix de thèse du Comité des Régions de l’Union européenne en 2001 et le second prix des collectivités locales pour sa thèse, toujours en 2001.

## Ouvrages
- Organisation territoriale et démocratie locale en Europe, Paris, La Documentation Française, 2022
- Dictionnaire des politiques territoriales, Paris, Presses de Sciences Po, 2020, Seconde édition, (avec Sébastien Guigner et Alistair Cole)
- Dictionnaire encyclopédique de la décentralisation, Paris, Berger-Levrault, 2017 (avec Nicolas Kada, Claire Courtecuisse et Vincent Aubelle)
- Regional governance and power in France. The dynamics of political space, London, Palgrave Macmillan, (2015)
- Réussir la Région au service du citoyen, de la croissance et de la République, Paris, Institut de la gouvernance territoriale, 2014
- L’Union Démocratique Bretonne : un parti autonomiste dans un État unitaire, collection « Histoire », Presses universitaires de Rennes, Rennes, 2014 (avec Tudi Kernalegenn)
- La gouvernance territoriale. Pratiques, discours et théories, Paris, LGDJ, 2e édition, 2013 (avec Vincent Simoulin et Julien Weisbein)
- Le pouvoir régional. Mobilisations, décentralisation et gouvernance en France, Paris, collection Références, Presses de Sciences Po, 2012
- Dictionnaire des politiques territoriales, Paris, Presses de Sciences Po, 2011 (avec Sébastien Guigner et Alistair Cole)
- L’Europe telle qu’elle se fait. Européanisation et sociétés politiques nationales, Paris, CNRS Éditions, 2007 (avec Olivier Baisnée).
- Idéologies et action publique territoriale. La politique change-t-elle encore les politiques ?, Rennes, PUR, 2006, (avec Lionel Arnaud et Christian Le Bart).
- La capacité politique des régions. Une comparaison France/Espagne, préface d’Yves Mény, Rennes, Presses universitaires de Rennes, 2004.

## Sources
1. ↑  Romain Pasquier, « Collectivités territoriales, la réforme impossible ? », dans Le Monde, 15 octobre 2008, consultés sur www.lemonde.fr le 2 juillet 2014
2. ↑  Angélique Négroni, « En Bretagne, les « bonnets rouges » refusent de laisser s'éteindre la flamme », dans Le Figaro, 1er décembre 2013, consulté sur www.lefigaro.fr le 2 juillet 2014
3. ↑  Christian Losson, « «Les bonnets rouges : un mouvement populaire, pas une bande de fachos» », dans Libération, 6 novembre 2013, consulté sur www.liberation.fr le 2 juillet 2014
4. ↑  Audition de M. Romain Pasquier, directeur de recherche au CNRS, sur les métropoles, Sénat, 15 pages, consulté sur www.senat.fr le 2 juillet 2014